# Christos Giagos
Christos Christou Giagos (23 de enero de 1990, Azusa, California, Estados Unidos) es un artista marcial mixto profesional estadounidense que compite en la división de peso ligero de Ultimate Fighting Championship (UFC).

## Antecedentes
Giagos nació y creció en el sur de California. Giagos compitió en lucha libre en el instituto, y comenzó a entrenar en artes marciales mixtas a los 19 años, en 2009. Es grecoamericano.

## Carrera en las artes marciales mixtas

### Carrera temprana
Giagos hizo su debut profesional en las artes marciales mixtas en 2009 compitiendo como un peso ligero principalmente en las promociones regionales a través de California. Él fue capaz de compilar un récord de 10-2, incluyendo ganar el Campeonato de Peso Ligero RFA el 22 de agosto de 2014 con una parada médica de Dakota Cochrane. Tras esa victoria, Giagos firmó con la UFC en otoño de 2014.

### Ultimate Fighting Championship
Giagos hizo su debut promocional contra Gilbert Burns el 25 de octubre de 2014 en UFC 179. Perdió el combate por sumisión en el primer asalto.
Giagos se enfrentó a Jorge de Oliveira el 21 de marzo de 2015 en UFC Fight Night: Maia vs. LaFlare. Giagos ganó el combate por sumisión en el primer asalto.
Giagos se enfrentó a Chris Wade el 6 de junio de 2015 en UFC Fight Night: Boetsch vs. Henderson. Perdió el combate por decisión unánime y posteriormente fue despedido de la promoción.

### Absolute Championship Berkut
Debutó en la promoción rusa Absolute Championship Berkut contra el brasileño Alexandre Pimentel en ACB 51: Silva vs. Torgeson el 13 de enero de 2017. Ganó el combate por decisión unánime.
En el segundo combate, hará la lucha contra Shamil Nikaev en ACB 71: Yan vs. Mattos el 30 de septiembre de 2017. Perdió el combate de ida y vuelta por decisión dividida.

### Regreso a la UFC
Tras una racha de 4-2 en el circuito regional, Giagos hizo su regreso a la promoción contra Charles Oliveira el 22 de septiembre de 2018 en UFC Fight Night: Santos vs. Anders. Perdió el combate por sumisión en el segundo asalto. "Sentí que cuando llegué a la pelea con Oliveira, realmente estaba actuando muy bien. En realidad, estaba muy emocionado con mi actuación. Me hubiera gustado abrirme un poco más. Pero, estaba un poco nervioso por el derribo. El jiu jitsu de este tipo es del siguiente nivel, tiene la mayoría de las sumisiones. Sentí que lo estaba haciendo muy bien. Todos me daban por ganador en el primer asalto", dijo Giagos sobre su actuación tras el combate.
Giagos se enfrentó a Mizuto Hirota el 2 de diciembre de 2018 en UFC Fight Night: dos Santos vs. Tuivasa. Ganó el combate por decisión unánime.
Giagos se enfrentó a Damir Hadžović el 1 de junio de 2019 en UFC Fight Night: Gustafsson vs. Smith. Ganó el combate por decisión unánime.
Giagos se enfrentó a Drakkar Klose el 17 de agosto de 2019 en UFC 241. Perdió el combate de ida y vuelta por decisión unánime.
Se esperaba que Giagos se enfrentara a Alan Patrick el 25 de abril de 2020. Sin embargo, fue retirado del combate alegando una lesión y fue sustituido por Frank Camacho.
Giagos sustituyó a Rick Glenn y se enfrentó a Carlton Minus en UFC Fight Night: Thompson vs. Neal el 19 de diciembre de 2020. Giagos ganó el combate por decisión unánime.
Giagos tenía previsto enfrentarse a Joel Álvarez el 15 de mayo de 2021 en el UFC 262. Sin embargo, Álvarez fue retirado del combate a principios de mayo debido a supuestos problemas de visa que restringían su viaje. Giagos se enfrentó al veterano Sean Soriano, que regresaba. Ganó el combate por sumisión en el segundo asalto. Esta victoria le valió el premio a la Actuación de la Noche.
Giagos se enfrentó a Arman Tsarukyan el 18 de septiembre de 2021 en UFC Fight Night: Smith vs. Spann. Perdió el combate por nocaut técnico en el primer asalto.

## Vida personal
Además de entrenar en Systems Training Center, Giagos entrena allí CrossFit y kickboxing. Giagos también enseña fuerza y acondicionamiento en Systems Training Center. También es un ávido jugador de bolos.

## Campeonatos y logros

### Artes marciales mixtas
- Ultimate Fighting Championship
  - Actuación de la Noche (una vez) vs. Sean Soriano.[32]
- Tachi Palace Fights
  - Campeonato de Peso Ligero de Tachi Palace Fights (una vez; ex)
- Resurrection Fighting Alliance
  - Campeonato de Peso Ligero de Resurrection Fighting Alliance (una vez; ex)

## Récord en artes marciales mixtas
| Resultado | Récord | Oponente           | Método                                     | Evento                                   | Fecha                    | Ronda | Tiempo | Localización                | Notas                                              |
| --------- | ------ | ------------------ | ------------------------------------------ | ---------------------------------------- | ------------------------ | ----- | ------ | --------------------------- | -------------------------------------------------- |
| Derrota   | 20-12  | Ignacio Bahamondes | KO (Patada a la cabeza)                    | UFC Fight Night: Allen vs. Curtis 2      | 6 de abril de 2024       | 1     | 3:35   | Las Vegas, Nevada           |                                                    |
| Derrota   | 20-11  | Daniel Zellhuber   | Sumisión (estrangulamiento anaconda)       | UFC Fight Night: Grasso vs. Shevchenko 2 | 16 de septiembre de 2023 | 2     | 3:26   | Las Vegas, Nevada           |                                                    |
| Victoria  | 20-10  | Ricky Glenn        | KO (golpes)                                | UFC Fight Night: Pavlovich vs. Blaydes   | 22 de abril de 2023      | 1     | 1:35   | Las Vegas, Nevada           | Actuación de la Noche.                             |
| Derrota   | 19-10  | Thiago Moisés      | Sumisión (estrangulamiento por detrás)     | UFC on ESPN: Tsarukyan vs. Gamrot        | 25 de junio de 2022      | 1     | 3:05   | Las Vegas, Nevada           |                                                    |
| Derrota   | 19-9   | Arman Tsarukyan    | TKO (golpes)                               | UFC Fight Night: Smith vs. Spann         | 18 de septiembre de 2021 | 1     | 2:09   | Las Vegas, Nevada           |                                                    |
| Victoria  | 19-8   | Sean Soriano       | Sumisión técnica (estrangulamiento brabo)  | UFC 262                                  | 15 de mayo de 2021       | 2     | 0:59   | Houston, Texas              | Actuación de la Noche.                             |
| Victoria  | 18-8   | Carlton Minus      | Decisión (unánime)                         | UFC Fight Night: Thompson vs. Neal       | 19 de diciembre de 2020  | 3     | 5:00   | Las Vegas, Nevada           | Combate de peso acordado (160 libras).             |
| Derrota   | 17-8   | Drakkar Klose      | Decisión (unánime)                         | UFC 241                                  | 17 de agosto de 2019     | 3     | 5:00   | Anaheim, California         |                                                    |
| Victoria  | 17-7   | Damir Hadžović     | Decisión (unánime)                         | UFC Fight Night: Gustafsson vs. Smith    | 1 de junio de 2019       | 3     | 5:00   | Estocolmo                   |                                                    |
| Victoria  | 16-7   | Mizuto Hirota      | Decisión (unánime)                         | UFC Fight Night: dos Santos vs. Tuivasa  | 2 de diciembre de 2018   | 3     | 5:00   | Adelaida                    |                                                    |
| Derrota   | 15-7   | Charles Oliveira   | Sumisión (estrangulamiento por detrás)     | UFC Fight Night: Santos vs. Anders       | 22 de septiembre de 2018 | 2     | 3:22   | São Paulo                   |                                                    |
| Victoria  | 15-6   | Herdeson Batista   | Decisión (unánime)                         | ACB 82                                   | 9 de marzo de 2018       | 3     | 5:00   | São Paulo                   |                                                    |
| Derrota   | 14-6   | Shamil Nikaev      | Decisión (dividida)                        | ACB 71                                   | 30 de septiembre de 2017 | 3     | 5:00   | Moscú                       |                                                    |
| Victoria  | 14-5   | Alexandre Pimentel | Decisión (unánime)                         | ACB 51                                   | 13 de enero de 2017      | 3     | 5:00   | Irvine, California          |                                                    |
| Victoria  | 13-5   | Arthur Estrázulas  | Decisión (unánime)                         | RFA 42: Giagos vs. Estrázulas            | 19 de agosto de 2016     | 3     | 5:00   | Visalia, California         |                                                    |
| Victoria  | 12-5   | Karen Darabedyan   | TKO (puñetazos)                            | RFA 38: Moises vs. Emmers                | 3 de junio de 2016       | 1     | 1:42   | Costa Mesa, California      |                                                    |
| Derrota   | 11-5   | Josh Emmett        | TKO (puñetazos)                            | West Coast FC 16                         | 23 de enero de 2016      | 3     | 2:21   | Sacramento, California      | Por el Campeonato de Peso Ligero de West Coast FC. |
| Derrota   | 11-4   | Chris Wade         | Decisión (unánime)                         | UFC Fight Night: Boetsch vs. Henderson   | 6 de junio de 2015       | 3     | 5:00   | Nueva Orleans, Luisiana     |                                                    |
| Victoria  | 11-3   | Jorge de Oliveira  | Sumisión (estrangulamiento por detrás)     | UFC Fight Night: Maia vs. LaFlare        | 21 de marzo de 2015      | 1     | 3:12   | Río de Janeiro              |                                                    |
| Derrota   | 10-3   | Gilbert Burns      | Sumisión (barra de brazo)                  | UFC 179                                  | 25 de octubre de 2014    | 1     | 4:57   | Río de Janeiro              |                                                    |
| Victoria  | 10-2   | Dakota Cochrane    | TKO (rodillazo volador y puñetazos)        | RFA 17                                   | 22 de agosto de 2014     | 2     | 2:04   | Sioux Falls, Dakota del Sur | Ganó el Campeonato de Peso Ligero de RFA.          |
| Victoria  | 9-2    | Sevak Magakian     | Sumisión (estrangulamiento por triángulo)  | TPF 19: Thowback Thursday                | 19 de junio de 2014      | 1     | 4:45   | Lemoore, California         | Ganó el vacante Campeonato de Peso Ligero de TPF.  |
| Victoria  | 8-2    | Preston Scharf     | TKO (parada médica)                        | LOP: Chaos at the Casino 4               | 12 de abril de 2014      | 2     | 5:00   | Inglewood, California       |                                                    |
| Victoria  | 7-2    | Thor Skancke       | TKO (puñetazos)                            | LOP: Chaos at the Casino 3               | 23 de noviembre de 2013  | 1     | 1:27   | Inglewood, California       |                                                    |
| Derrota   | 6-2    | Poppies Martinez   | Sumisión (estrangulamiento por guillotina) | TPF 16: The Return                       | 22 de agosto de 2013     | 1     | 4:27   | Lemoore, California         |                                                    |
| Victoria  | 6-1    | Chris Tickle       | Sumisión (estrangulamiento por detrás)     | Flawless FC 3                            | 18 de mayo de 2013       | 2     | 2:32   | Inglewood, California       |                                                    |
| Victoria  | 5-1    | Joe Lewis          | TKO (puñetazos)                            | Samurai MMA Pro 4                        | 19 de octubre de 2012    | 2     | 1:12   | Culver City, California     |                                                    |
| Derrota   | 4-1    | Jason Gonzales     | Sumisión (estrangulamiento D'Arce)         | RITC                                     | 19 de mayo de 2012       | 2     | 4:14   | Pomona, California          |                                                    |
| Victoria  | 4-0    | Joe Camacho        | Decisión (unánime)                         | RITC                                     | 19 de noviembre de 2011  | 3     | 5:00   | Pomona, California          |                                                    |
| Victoria  | 3-0    | Chris Manzo        | KO (puñetazo)                              | RITC                                     | 12 de marzo de 2011      | 2     | 4:07   | Pomona, California          |                                                    |
| Victoria  | 2-0    | Jose Alderete      | TKO (puñetazos)                            | Fury Fights 7                            | 21 de agosto de 2010     | 3     | 1:14   | Pomona, California          |                                                    |
| Victoria  | 1-0    | Dominic Gutiérrez  | TKO (puñetazos)                            | John Pena Promotions                     | 11 de junio de 2010      | 3     | 5:00   | Pomona, California          |                                                    |